# Baszta Rybacka

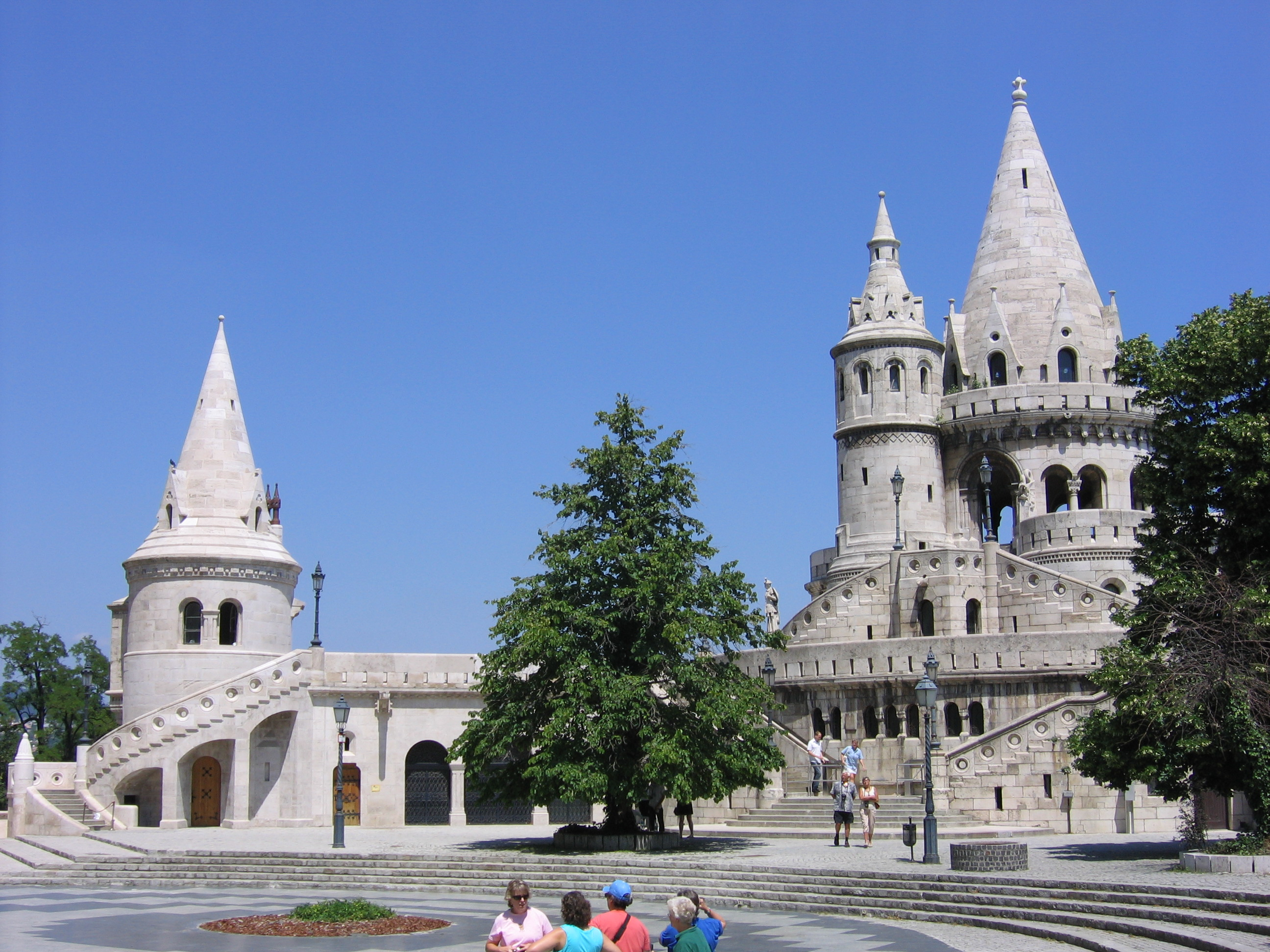
Baszta Rybacka

Baszta Rybacka (węg. Halászbástya) – jeden z najbardziej znanych zabytków budapeszteńskich. Znajduje się w dzielnicy Várkerület w okolicach zamku Królewskiego.
Zbudowana w stylu neoromańskim w latach 1895–1902 według planów Frigyesa Schuleka w miejsce dawnych murów zamkowych. Swą nazwę zawdzięcza średniowiecznemu cechowi rybaków, który bronił tej części murów.
Z wież i tarasów Baszty Rybackiej rozciąga się widok na Dunaj, Wyspę Małgorzaty, stronę peszteńską oraz Górę Gellerta.